# Заман башни
«Заман» (от заманивать; англ. shot trap дословно «снарядная ловушка») танковой башни — наименование конструктивной особенности бронетехники, заключающейся в наличии обратного скоса в нижней части башни танка или бронеавтомобиля. Сам по себе скос, как правило, имеет высокую противоснарядную стойкость из-за расположения брони под наклоном. Однако, при попадании снаряда в этот скос может иметь место рикошет в другую часть танка (зачастую снаряд, попавший в скошенную часть брони, рикошетит вниз, в относительно тонкую броню крыши корпуса), что может привести к фатальным последствиям.